# ريزارد وجسيك
ريزارد وجسيك (بالبولندية: Ryszard Wójcik)‏ هو حكم كرة قدم بولندي، ولد في 6 يونيو 1956 في أوبولي في بولندا.

## وصلات خارجية
- ريزارد وجسيك على موقع Soccerway.com (الإنجليزية)